# JPEG Network Graphics
JPEG Network Graphics（缩写JNG，/ˈdʒɪŋ/)）是一个基于JPEG的图形文件格式，但它与PNG也密切相关：它使用PNG文件结构（使用不同的签名）作为包装JPEG编码的图像数据的容器格式。

## 格式
JNG被作为MNG动画格式的附件创建，但也可用作独立格式。JNG文件嵌入一个8位元或12位元的JPEG数据流来存储颜色数据，并可能嵌入另一个数据流（1, 2, 4, 8, 16-bit PNG, or 8-bit JPEG grayscale image）存储透明度信息。但是，一个JNG可能为颜色信息包含两个独立的JPEG数据流（一个8位元及一个12位元）以允许不能（或不希望）解码12位元数据流的解码器显示8位元的数据流。
JNG规范1.0版本发布于2001年1月31日（最初作为MNG规范的一部分）。通常来说，所有支持MNG文件格式的应用程序也都可以处理JNG文件。例如，Konqueror原生支持MNG/JNG，Opera、Internet Explorer和Mozilla Firefox也都有MNG/JNG插件可用。Mozilla Application Suite（Netscape继任者）原本支持MNG/JNG，但原生支持已于Mozilla 1.5a中被开发者移除，Mozilla自此不再支持该格式。Safari不支持MNG/JNG。
通过支持透明度、两个连续的彩色流（一个8位元与一个12位元）以及其他有用的PNG特性（例如颜色校正、伽马校正、嵌入颜色配置文件、PNG式元数据、校验和等），JNG增强了JFIF格式（普通的JPEG文件格式）的能力。JNG文件内的透明度信息（作为一个阿尔法通道）可以保存在无损的PNG格式或有损的JPEG格式。因此，用户可以受益于JPEG的压缩效果，并同时保持无损（PNG压缩）的透明度信息。
基于块结构的JNG文件基本上与PNG文件相同，区别仅在于略有不同的签名和不同的块使用。
| 名称 | 签名                    | 签名                          |
| 名称 | 十六进制                | ASCII + C0, C1                |
| ---- | ----------------------- | ----------------------------- |
| PNG  | 89 50 4E 47 0D 0A 1A 0A | HT \| 0x80 "PNG" CR LF SUB LF |
| MNG  | 8A 4D 4E 47 0D 0A 1A 0A | LF \| 0x80 "MNG" CR LF SUB LF |
| JNG  | 8B 4A 4E 47 0D 0A 1A 0A | VT \| 0x80 "JNG" CR LF SUB LF |

JNG没有已注册的互联网媒体类型，但可以使用image/x-jng。

## 备选方案
由于JNG和MNK格式缺乏广泛使用，它已不再使用，应使用其他具有类似质量但仍被积极开发的格式：
- JPEG XR：支持宽色彩空间和一个有透明度的有损格式（JNG竞争者，已标准化）
- WebP：支持透明度和动画的有损格式（JNG/MNG竞争者，尚未标准化）

## 备注
1. ↑  JNG官方规范 （页面存档备份，存于），段落1